# Henry Hastings († 1269)

Wappen der Familie Hastings

Sir Henry Hastings (auch Henry de Hastings) (* um 1235; † vor 5. März 1269) war ein englischer Adliger und Rebell.

## Herkunft und Jugend
Henry Hastings war ein Sohn von Henry Hastings und von dessen Frau Ada, der dritten Tochter von David, Earl of Huntingdon, dem jüngsten Bruder des schottischen Königs Wilhelm I., und von Davids Frau Maud, einer Tochter von Earl Hugh of Chester.
Beim Tod seines Vaters 1250 war er etwa 15 Jahre alt und noch minderjährig. Die umfangreichen Ländereien seines Vaters, die jährlich Einkünfte von über £ 600 erbrachten und die vor allem in den nördlichen und westlichen Midlands lagen, wurden unter die Verwaltung von acht anderen Baronen gestellt, vor allem von Guy und Geoffrey de Lusignan, zwei Halbbrüdern des Königs, sowie von Guy de Rochford. Das Recht, Henry zu verheiraten, erhielt Guy de Lusignan, der es etwa ein Jahr später zusammen mit dem Recht, seine Schwestern zu verheiraten, an Hastings Nachbarn William III de Cantilupe verkaufte. Hastings selbst blieb ein Mündel der Königin Eleonore von der Provence, von der er eine jährliche Pension in Höhe von £ 10 erhielt.

## Anschluss an die Adelsopposition gegen den König
1255 begleitete Hastings den König bei einem Besuch in Schottland. Am 10. Mai 1256 wurde er schließlich volljährig, womit er das Erbe seines Vaters antreten konnte. Im August 1260 berief der König ihn als Vasall zum Militärdienst ein. Doch bereits wenig später gehörte er der Adelsopposition um Simon de Montfort, 6. Earl of Leicester gegen den König an. Die genauen Gründe hierfür sind unbekannt, möglicherweise hatte Hastings ähnliche Interessen wie Montfort, der wie er umfangreiche Besitzungen in den Midlands hatte. Dazu zürnte er den Lusignan-Halbbrüdern des Königs, die während seiner Minderjährigkeit seine Besitzungen ausgebeutet hatten und dann noch, als er volljährig wurde, £ 200 von ihm gefordert hatten. Hastings kam dabei mit anderen jungen Adligen in Kontakt, die ebenfalls Gegner der Lusignans waren, vor allem mit Geoffrey de Lucy, William de Munchensi und Nicholas Seagrave. Diese wurden im Winter 1261 der Kern der Adelsopposition, als Heinrich III. die Anerkennung der Provisions of Oxford widerrief. Der König verlangte von ihnen, dass sie ihm ihre Siegel zusandten, damit sie ebenfalls nach dem Vertrag von Kingston begnadigt würden. Dieser Aufforderung kamen sie scheinbar nicht nach, denn beim Parlament im Mai 1263 unterstützten Hastings und seine Freunde weiterhin Simon de Montfort. Der König versuchte sie zum Kampf gegen die Waliser aufzubieten und bot ihnen an, dass er sie zu Rittern schlagen würde. Auch dieses Angebot lehnten die jungen Barone ab. Hastings führte mit anderen jungen Adligen 1263 einen Kleinkrieg gegen die Anhänger des Königs, weshalb er von Erzbischof Bonifatius von Savoyen exkommuniziert wurde. Am 13. Dezember 1263 erklärte er schließlich, dass er den Schiedsspruch des französischen Königs akzeptieren würde, den dieser über die Gültigkeit der Provisions of Oxford fällen würde.

## Rolle im Krieg der Barone
Als es nach dem Schiedsspruch des französischen Königs, dem Mise of Amiens, dennoch im Frühjahr 1264 zum offenen Krieg der Barone kam, wurde Hastings einer der Führer der Rebellen. Im April 1264 war er bei Gilbert de Clare in Kent, wo er die vergebliche Belagerung von Rochester Castle unterstützte. Dabei übte er auf David of Ashby und sicher auch auf andere Ritter Druck aus, damit sie sich den von Montfort geführten Rebellen anschlossen. Am 14. Mai 1264 nahm er an der Schlacht von Lewes teil, dabei wurde er entweder am Morgen der Schlacht oder bereits am 4. Mai in London von Montfort zum Ritter geschlagen. In der Schlacht gehörte er zusammen mit Geoffrey de Lucy, Hervey of Boreham und Humphrey V. de Bohun zu den Führern des Aufgebots der City of London, das zunächst vom Angriff der Truppen unter dem Thronfolger Lord Eduard in die Flucht geschlagen wurde. Nachdem Montfort jedoch die Schlacht klar gewonnen hatte und somit wieder die Regierung übernehmen konnte, ernannte er Hastings zum Constable der Burgen von Scarborough, Kirtling und Winchester. Im Juni unterstützte Hastings den jüngeren Simon de Montfort, als dieser willkürlich gegen den Baron William de Braose in Sussex vorging und ihn schließlich mit einer Strafe von 10.000 Mark belegte. Am 14. Dezember wurde Hastings in De Montfort’s Parliament berufen, und im Februar 1265 nahm er an einem Turnier in Dunstable teil.
In der Schlacht von Evesham am 4. August 1265, in der die königliche Partei Montfort entscheidend schlagen konnte, geriet Hastings verwundet in die Gefangenschaft von Thomas de Clare. Von den vier Rittern aus seinem Gefolge fielen zwei in der Schlacht. Seiner Frau gewährte der König jährlich £ 100 aus den Einkünften aus Hastings Besitzungen, die beschlagnahmt und unter acht Anhängern des Königs aufgeteilt wurden. Nach Februar 1266 wurde Hastings freigelassen, schloss sich aber im Mai 1266 den verbliebenen Rebellen, den sogenannten Enterbten, um Robert de Ferrers, 6. Earl of Derby in Chesterfield an. Seiner erneuten Gefangennahme in der Schlacht von Chesterfield am 15. Mai entging er nur, weil er sich zum Zeitpunkt der Schlacht auf der Jagd befand. Er zog nach Kenilworth Castle, wo er mit John de la Ware und anderen die Umgebung plünderte. Anschließend verschanzten sie sich in der Burg, die von Juni bis Dezember 1266 vom König belagert wurde. Da er als Anführer der Garnison einem königlichen Boten die Hand abgehackt hatte, wurde er explizit vom Dictum of Kenilworth ausgeschlossen, dass den Enterbten die Möglichkeit zum Rückerwerb ihrer Besitzungen bot. Nach der Kapitulation der Burg im Dezember 1266 bestimmte der König, dass er seine Besitzungen nur gegen die Zahlung des siebenfachen Betrags seiner Jahreseinkünfte zurückerwerben könne. Obwohl Hastings bei der Kapitulation geschworen hatte, nicht wieder gegen den König zu den Waffen zu greifen, schloss er sich nach seiner Freilassung den Enterbten auf der Isle of Ely an. Er wurde rasch deren Führer, bis er sich im Juli 1267 Lord Eduard nach den Bedingungen des Dictum of Kenilworth ergeben musste. Scheinbar ohne große Schwierigkeiten konnte er den Großteil der Summe zum Rückerwerb seiner Güter aufbringen, vermutlich musste er letztlich nur den fünffachen Betrag seiner Jahreseinkünfte bezahlen. Er starb mit etwa 34 Jahren, vielleicht an den Folgen von Verletzungen, die er im Krieg der Barone erlitten hatte. Hastings und später auch seine Frau wurden in der Kapelle des Franziskanerkonvents in Coventry beigesetzt.

## Heirat, Nachkommen und Erbe
Vor 1261 hatte Hastings Joanna de Cantilupe, eine Tochter von William de Cantilupe und von Eva de Briouze geheiratet. Mit ihr hatte er mindestens drei Töchter und zwei Söhne:
- John Hastings, 1. Baron Hastings (1262–1313);
- Edmund Hastings, 1. Baron Hastings of Inchmahome (vor 1269–1314);
- Ada Hastings († 1307), ⚭ (1) Rhys ap Maredudd, ⚭ (2) Sir Robert de Champayne;
- Joan Hastings;
- Lora Hastings (1339), ⚭ Thomas Latimer, 1. Baron Latimer.

Nach Hastings frühen Tod vergab der König die Vormundschaft für seinen ältesten Sohn und Erben John an seinen Bruder Richard von Cornwall und an dessen Sohn Edmund. 1269 wurde eine Vereinbarung unterzeichnet, nach der John mit einer Töchter von William de Valence, einem der Lusignans verheiratet werden solle. Eduard I. behauptete 1275 gegenüber dem Papst, dass diese Ehe die Feindschaft zwischen der Familie Hastings und dem Königshaus beilegen sollte. Hastings Witwe Joanna erhielt 1269 ein Wittum, aus dem sie etwa £ 230 pro Jahr bezog. Sie starb um Juli 1271.